# 1998年冬季残疾人奥林匹克运动会荷兰代表团
1998年冬季残疾人奥林匹克运动会荷兰代表团是荷兰派出的1998年冬季残疾人奥林匹克运动会代表团。获得1枚银牌和1枚铜牌。